# 3-Hidroksidekanoil-(acil-nosilac-protein) dehidrataza
3-Hidroksidekanoil-(acil-nosilac-protein) dehidrataza (EC 4.2.1.60, D-3-hidroksidekanoil-(acil-nosilac protein) dehidrataza, 3-hidroksidekanoil-acil nosilac protein dehidraza, 3-hidroksidekanoil-acil nosilac protein dehidrataza, beta-hidroksidekanoil tioestar dehidraza, beta-hidroksidekanoatna dehidraza, beta-hidroksidekanoil tiol estarska dehidraza, FabA, beta-hidroksiacil-acil nosilac protein dehidrataza, HDDaza, beta-hidroksiacil-ACP dehidraza, (3R)-3-hidroksidekanoil-(acil-nosilac-protein) hidrolijaza) je enzim sa sistematskim imenom (3R)-3-hidroksidekanoil-(acil-nosilac protein) hidrolijaza. Ovaj enzim katalizuje sledeću hemijsku reakciju
(1) (3)-3-hidroksidekanoil-[acil-nosilac protein] {\displaystyle \rightleftharpoons } trans-dec-2-enoil-[acil-nosilac protein] + 2O
(2) (3)-3-hidroksidekanoil-[acil-nosilac protein] {\displaystyle \rightleftharpoons } cis-dec-3-enoil-[acil-nosilac protein] + 2O
Ovaj enzim je specifičan za C10 lance.

## Literatura
- Nicholas C. Price; Lewis Stevens (1999). Fundamentals of Enzymology: The Cell and Molecular Biology of Catalytic Proteins (Third изд.). USA: Oxford University Press. ISBN 019850229X.
- Eric J. Toone (2006). Advances in Enzymology and Related Areas of Molecular Biology, Protein Evolution (Volume 75 изд.). Wiley-Interscience. ISBN 0471205036.
- Branden C; Tooze J. Introduction to Protein Structure. New York, NY: Garland Publishing. ISBN 0-8153-2305-0.
- Irwin H. Segel. Enzyme Kinetics: Behavior and Analysis of Rapid Equilibrium and Steady-State Enzyme Systems (Book 44 изд.). Wiley Classics Library. ISBN 0471303097.
- William P. Jencks (1987). Catalysis in Chemistry and Enzymology. Dover Publications. ISBN 0486654605.

## Spoljašnje veze
- 3-hydroxydecanoyl-(acyl-carrier-protein)+dehydratase на 